# Chasmone
Chasmone là một chi thực vật có hoa trong họ Đậu.